# ヒカシュー 1978
『ヒカシュー 1978』は、ヒカシューのデビュー前に制作されていた曲を集めたコンピレーション・アルバム。1996年10月23日に、東芝EMIより発売

## 概要
ヒカシューがメジャー・デビューする前の1978年に作られたデモ音源が収録されている。練馬の一軒家で、4chオープンリールで収録された。1996年発売CDにはCD EXTRA（テキストデータ242ページ、写真データ179ページ）が含まれている。1stアルバムである『ヒカシュー』で使われたリズムボックスはCR78だが、このアルバムでは主にエーストーンが使われている。ディスクジャケットは、路上でこたつを囲むヒカシューの初期メンバーの写真。

## 収録曲
特記以外作詞:巻上公一
1. プヨプヨ
  - 作曲:山下康
2. 20世紀の終りに
  - 作曲:巻上公一
3. コンフュージョン
  - 作詞:戸辺哲／作曲:巻上公一
4. ドロドロ
  - 作曲:井上誠
5. スリル
  - 作曲:海琳正道
6. 炎天下
  - 作曲:海琳正道
7. レトリックス&ロジックス
  - 作曲:巻上公一
8. ヴィニール人形
  - 作詞:戸辺哲／作曲:井上誠・巻上公一
9. ルージング・マイ・フューチャー
  - 作曲:巻上公一
10. 幼虫の危機
  - 作曲:山下康
11. ブラウド・メアリー
  - 作詞・作曲:J.Fogerty

ボーナス・トラック(再発盤のみ)
1. プヨプヨ　(カラオケver.)
2. 20世紀の終わりに　(CR78ver.)

## 楽曲解説
特記事項なき限り、本項目の出典はヒカシュー1978のライナーノーツ。
1stアルバムである『ヒカシュー』も参照。
1. プヨプヨ
間奏部分のシタールが入っておらず、最後の即興的な部分が大幅に異なっている。
2. 20世紀の終りに
間奏部分のギターフレーズが異なる[注釈 2]。
このバージョンでは、「いいだろ」というセリフが入っている。
3. コンフュージョン
ソノシートで売られていたものとは微妙にバージョンが異なる。
巻上曰く、「トランペットをピアノの中に突っ込んで音を出した」「ベレ・ウブの雰囲気を出すために、あんぱんを口に頬張りながら歌った」。
石油ストーブを叩く音が入っている。
アウトロに「人間の顔」に収録されている「これは僕じゃない」とラジオの北京放送が使われている。 ボーカルは作詞も担った、戸部哲。
4. ドロドロ
シングルと違い、テンポがとても速い[注釈 3]。
5. スリル
LPに入らなかった曲[注釈 4]。
木魚の音が入っている。
6. 炎天下
歌詞が修正前のままである。
最初の音に使われている楽器は、「ショーナイ」という楽器である。
7. レトリックス&ロジックス
この頃から、リズムボックスにローランドが使われる。
8. ヴィニール人形
「鼻にビニールがくっつく」という哲が見た夢が元となっている。
制作後すぐにレコーディングに入った曲。
コーラスの部分は、シンセでムニュウとかけている。
本来「めくるめく」と歌う所を「めぐりめく」と間違えて歌っている。
9. ルージング・マイ・フューチャー
サックスが『ヒカシュー』と同じ音色になった。
10. 幼虫の危機
演劇パフォーマンスのために作られた曲。
山下康はこの曲を演奏できなかったため、井上誠に指揮をとってもらっていた。
11. プラウド・メアリー
クリーデンス・クリアウォーター・リバイバルのカバー。巻上公一と、海琳正道とアクザワ[注釈 5]によって演奏されている。海琳正道が歌っており、歌詞はでたらめである。

## 参加ミュージシャン
1. - 巻上公一 -ボーカル、ベースギター
  - 海琳正道 -ギター、ボーカル
  - 井上誠 -シンセサイザー、メロトロン
  - 山下康 -シンセサイザー、リズムマシーン
  - 戸辺哲 -サックス、ギター、ボーカル
  - 岩本晴二[4] -ピアノ(#4)